# Ayherre
Ayherre (tiếng Basque: Aiherre) là một xã thuộc tỉnh Pyrénées-Atlantiques trong vùng Aquitaine ở tây nam nước Pháp. Xã này nằm ở khu vực có độ cao trung bình 86 mét trên mực nước biển.
Xã nằm trong tỉnh cũ Lower Navarre.